# Coleman (Ontario)
Coleman es un municipio canadiense situado en la provincia de Ontario.

## Superficie
Coleman tiene una superficie de 177,95 km².

## Demografía
En 2021, tenía 517 habitantes, una densidad poblacional de 2,9 hab./km², y 295 viviendas.